# Pallenopsis triregia
Pallenopsis triregia är en havsspindelart som beskrevs av Clark, W.C. 1962. Pallenopsis triregia ingår i släktet Pallenopsis och familjen Phoxichilidiidae. Inga underarter finns listade i Catalogue of Life.